# IFK Willmanstrand
IFK Willmanstrand (WIFK), bildad 1998 (registrerad 1999), är en futsal- och fotbollsförening i Villmanstrand i Finland.
WIFK spelade 1998–2002 fyra säsonger i den högsta divisionen futsal-ligan och blev mästare säsongen 1999-2000. Efter säsongen 2001-2002 valde WIFK att ge upp sin plats i ligan och har sedan dess i stället tävlat i såväl futsal som fotboll på IFFL-nivå.